# Canton de Boissy-Saint-Léger
Le canton de Boissy-Saint-Léger est une ancienne division administrative française située dans le département du Val-de-Marne et la région Île-de-France.
À la suite du redécoupage cantonal de 2014, le canton est supprimé, et ses communes réparties entre le canton du Plateau briard et le  canton de Villeneuve-Saint-Georges.

## Histoire

### Seine-et-Oise

#### Découpage originel
Le canton de Boissy-Saint-Léger est créé en 1801. Il appartient à l'arrondissement de Corbeil. 

#### Réforme de 1964
Il est scindé par le décret du 28 janvier 1964, qui en extrait les communes de Chennevières-sur-Marne, Ormesson-sur-Marne, Noiseau, la Queue-en-Brie, Le Plessis-Trévise et Villiers-sur-Marne pour former  le nouveau canton de Chennevières-sur-Marne.

### Val-de-Marne
Lors de la mise en place du département du Val-de-Marne par le décret du 20 juillet 1967, un nouveau découpage cantonal est adopté. Le canton de Boissy-Saint-Léger comprend alors les communes de Boissy-Saint-Léger et de Sucy-en-Brie. 
Le décret du 24 décembre 1984, créé le canton de Sucy-en-Brie, où se trouve désormais cette commune, et attribue en retour au canton de Boissy-Saint-Léger la commune de Limeil-Brévannes. 
Un nouveau découpage territorial du Val-de-Marne entré en vigueur à l'occasion des premières élections départementales suivant le décret du 17 février 2014. Les conseillers départementaux sont, à compter de ces élections, élus au scrutin majoritaire binominal mixte. Les électeurs de chaque canton élisent au Conseil départemental, nouvelle appellation du Conseil général, deux membres de sexe différent, qui se présentent en binôme de candidats. Les conseillers départementaux sont élus pour 6 ans au scrutin binominal majoritaire à deux tours, l'accès au second tour nécessitant 12,5 % des inscrits au 1er tour. En outre, la totalité des conseillers départementaux est renouvelée. Ce nouveau mode de scrutin nécessite un redécoupage des cantons dont le nombre est divisé par deux avec arrondi à l'unité impaire supérieure si ce nombre n'est pas entier impair, assorti de conditions de seuils minimaux. Dans le Val-de-Marne le nombre de cantons passe ainsi de 49 à 25.
Dans ce cadre, le canton est supprimé, et : 
- Boissy-Saint-Léger rejoint le nouveau canton du Plateau briard ;
- Limeil-Brévannes rejoint le canton de Villeneuve-Saint-Georges[5].

## Représentation

### Conseillers généraux (Département deSeine-et-Oise) de 1833 à 1967
| Période                                  | Période                    | Identité                                                | Étiquette                | Qualité |
| ---------------------------------------- | -------------------------- | ------------------------------------------------------- | ------------------------ | --- |
| Les données manquantes sont à compléter. |                            |                                                         |                          | |
| 1833                                     | 1838 (démission)           | André Brocard (1767-1850)                               |                          | Avocat au parlement de Paris, propriétaire Maire de Valenton (1821 → 1848) |
| 1838                                     | 1841 (démission)           | Louis Armand Adeline (1778-1854)                        |                          | Ancien négociant et manufacturier à Brunoy |
| 1841                                     | 1851 (démission)           | Léon Brocard-Doumerc (1801-1875) (fils d'André Brocard) |                          | Comte- Officier- Colonel d'Etat Major de la Garde nationale Propriétaire à Valenton |
| 1851                                     | 1870                       | Napoléon Alexandre Berthier Prince de Wagram            | Bonapartiste             | Pair de France Chef de bataillon de la Garde Nationale, maire de Boissy-Saint-Léger Propriétaire du Château de Grosbois Sénateur (1852 → 1870)                                            |
| 1870                                     | 1877                       | Alexandre Berthier Prince de Wagram (fils du précédent) | Droite                   | Propriétaire du Château de Grosbois |
| 1877                                     | 1889                       | Eugène Adolphe Lebon (1828-1907)                        | Républicain              | Ingénieur civil, Directeur de la Compagnie du gaz, conseiller municipal de Montgeron |
| 1889                                     | 1901                       | Charles Désiré Savary                                   | Républicain              | Vétérinaire, conseiller municipal de Villecresnes, conseiller d'arrondissement |
| 1901                                     | 1907                       | Jean Argeliès                                           | Nationaliste             | Docteur en droit Maire de Juvisy-sur-Orge (1900 → 1911) Propriétaire rue de Turenne à Paris Député (1889 → 1910)                                                                          |
| 1907                                     | 1909 (décès)               | Henri Legros (1848-1909)                                | Républicain Progressiste | Notaire Maire de Boissy-Saint-Léger (1887 → 1909) |
| 1909                                     | 1913                       | Jean Argeliès                                           | Nationaliste             | Docteur en droit Maire de Juvisy-sur-Orge (1900 → 1911) Député (1889 → 1910) |
| 1913                                     | 1919                       | Henry Franklin-Bouillon                                 | Rad. puis Rad.ind.       | Professeur et journaliste, propriétaire à Villiers-sur-Marne Député (1910 → 1936) Ministre d’État en 1917 Propriétaire rue d'Anjou à Paris                                                |
| 1919                                     | 1924 (décès)               | Auguste Bernier (1859-1924)                             | Rad.                     | Maire de Villiers-sur-Marne, conseiller d'arrondissement Décédé en fonction |
| 1924                                     | 1937                       | Gaston Roulleau                                         | Rad.ind.                 | Maire de Boissy-Saint-Léger (1924 → 1935), conseiller d'arrondissement |
| 1937                                     | 1940 (déchu de son mandat) | Louis Gauthier (1887-1972)                              | PC-SFIC                  | Ouvrier ciseleur Maire d'Ormesson-sur-Marne (1934 → 1939), conseiller d'arrondissement Révoqué par le Décret Daladier (loi du 20 janvier 1940)                                            |
|                                          |                            |                                                         |                          | |
| 1943                                     | 1945                       | Maurice Vacherot (1891-1978)                            |                          | Horticulteur, producteur d'orchidées Maire de Boissy-Saint-Léger (1941 → 1944) Nommé conseiller départemental en 1943                                                                     |
|                                          |                            |                                                         |                          | |
| 1945                                     | 1949                       | Louis Gauthier                                          | PCF                      | Ouvrier ciseleur Maire d'Ormesson-sur-Marne (1934 → 1939 et 1944 → 1947) |
| 1949                                     | 1955                       | Antoine Boutonnat                                       | RPF puis RS              | Sénateur (1952 → 1958) Entrepreneur Maire de Chennevières-sur-Marne (1944 → 1945 et 1947 → 1960) Président du Conseil général de Seine-et-Oise (1949 → 1955)                              |
| 1955                                     | 1964                       | Olivier Lefèvre d'Ormesson                              | CNIP                     | Agriculteur Député (1958 → 1962) Maire d'Ormesson-sur-Marne (1947 → 1998) Elu en 1970 et en 1978 dans le Canton de Chennevières-sur-Marne Elu en 1985 dans le Canton d'Ormesson-sur-Marne |
| 1964                                     | 1967                       | Paul Redon                                              | DVD                      | Maire de Marolles-en-Brie (1959 → 1995) Elu en 1967 dans le Canton de Villecresnes |

### Conseillers d'arrondissement (de 1833 à 1940)
Le canton de Boissy avait deux conseillers d'arrondissement (trois de 1910 à 1919).
Il appartenait à l'arrondissement de Corbeil.
| Période                                  | Période          | Identité                                  | Étiquette   | Qualité |
| ---------------------------------------- | ---------------- | ----------------------------------------- | ----------- | --- |
| 1833                                     | 1848             | Gabriel Raymond Ginoux (1769-1850)        |             | Ancien chef de division à l'administration de l'enregistrement et des domaines Propriétaire, maire de Sucy (1838-1844 et 1846-1848) |
| 1833                                     | 1839             | François René Maillard                    |             | Propriétaire à Mandres (maire de 1838 à 1840)                                                                                       |
| 1839                                     | 1845             | Cyrus Boudin de Vesvres                   |             | Notaire à Paris, propriétaire à Sucy                                                                                                |
| 1845                                     | 1848             | Jean Nicolas Plicque (1793-1874)          |             | Meunier puis rentier à Brunoy |
| 1848                                     | 1871             | M. Cottereau                              |             | Propriétaire à Montgeron |
|                                          |                  |                                           |             | |
| 1852                                     | 1867             | Louis Adolphe Simon Lanquetot (1814-1881) |             | Notaire à Boissy |
| 1867                                     | 1871             | Jacques-Auguste Brac de La Perrière       |             | Maire de Santeny |
| 1871                                     | 1877             | François Émile Lefèvre                    |             | Ingénieur géomètre, maire (1859-1871) puis conseiller municipal de Sucy-en-Brie                                                     |
| 1871                                     | 1877             | Ernest Hoschedé (1837-1891)               |             | Négociant en textiles et en lingeries de luxe, homme de lettres, propriétaire à Montgeron                                           |
| 1877                                     | 1881 (démission) | Paul Remoiville                           | Radical     | Chef d'un cabinet de contentieux, maire de Villiers-sur-Marne, député (1881-1889)                                                   |
| 1877                                     | 1889 (décès)     | Jean Marcellin Bouvet                     |             | Maire de Yerres (1881-1884), Président du Conseil d'arrondissement                                                                  |
| 1883                                     | 1889             | Charles Désiré Savary                     | Républicain | Vétérinaire à Villecresnes |
| 23 juin 1889                             | 1895             | Charles Godbert                           |             | Ancien maire de Noiseau (1871-1889), propriétaire à Sucy-en-Brie                                                                    |
| 1889                                     | 1910             | Jules Viéjo                               |             | Tripier, maire de Chennevières (1880-1908), Président du Conseil d'arrondissement                                                   |
| 1895                                     | 1897 (décès)     | François Godbert (1824-1897)              |             | Propriétaire, maire de Noiseau |
| 1898                                     | 1904             | Ernest Gervaise                           |             | Maire de Brunoy (1888-1919) |
| 1904                                     | 1910             | Alexandre Chalon (1853-1911)              |             | Architecte, entrepreneur de maçonnerie, maire de Montgeron (1904-1910)                                                              |
| 1910                                     | 1919             | Auguste-Emile Bernier                     | Radical     | Maire de Villiers-sur-Marne |
| 1910                                     | 1919             | Jules Savry                               |             | Adjoint au maire de Villeneuve-Saint-Georges                                                                                        |
| 1910                                     | 1919             | Jean Trouette                             |             | Docteur ès sciences, médecin, conseiller municipal de Montgeron                                                                     |
| 1919                                     | 1923 (décès)     | Albert Perrault                           | Radical     | Négociant à Sucy, propriétaire Rue Brémontier à Paris                                                                               |
| 25 nov.1923                              | déc.1924         | Gaston Roulleau                           | Radical     | Propriétaire à Boissy-Saint-Léger                                                                                                   |
| janv. 1925                               | 1940 (décès)     | Lucien Delléa (1882-1940)                 | Radical     | Entrepreneur de fumisterie, propriétaire à Limeil-Brévannes                                                                         |
| oct.1925                                 | 1931             | M. Caillat                                | Radical     | Adjoint au maire de Villiers-sur-Marne                                                                                              |
| 1934                                     | 1937             | Louis Gauthier                            | PC-SFIC     | Ouvrier ciseleur, maire d'Ormesson-sur-Marne (1934 → 1939), révoqué à la suite des décrets Daladier                                 |
| 1931                                     | 1940             | Édouard Garciot (1861-1942)               | RG          | Géomètre expert, maire de Sucy (1919-1942)                                                                                          |
| 1940                                     |                  |                                           |             | Les conseils d'arrondissement ont été suspendus par la loi du 12 octobre 1940 et n'ont jamais été réactivés                         |
| Les données manquantes sont à compléter. |                  |                                           |             | |

### Conseillers généraux (Département duVal-de-Marne) de 1967 à 2015
| Période | Période      | Identité                     | Étiquette            | Qualité |
| ------- | ------------ | ---------------------------- | -------------------- | --- |
| 1967    | 1976         | Jean-Marie Poirier           | UDR puis RI puis UDF | Conseiller d'Etat Maire de Sucy-en-Brie (1964 → 2007) Député de la Seine puis du Val-de-Marne (1962-1973) Conseiller général de Sucy-en-Brie (1985 → 1995) Président de la CA Haut Val-de-Marne (2001 → 2007 ) |
| 1976    | 1980 (décès) | Francis Campuzan (1939-1980) | PS                   | Professeur agrégé, Sucy-en-Brie |
| 1980    | 1985         | Jean-Marie Poirier           | UDR puis RI puis UDF | Conseiller d'Etat Maire de Sucy-en-Brie (1964 → 2007) Député de la Seine puis du Val-de-Marne (1962-1973) Conseiller général de Sucy-en-Brie (1985 → 1995) Président de la CA Haut Val-de-Marne (2001 → 2007 ) |
| 1985    | 1994         | Gérard Bessière              | RPR                  | Maire de Limeil-Brévannes (1984 → 1995) |
| 1994    | 2008         | Roger Guillemard             | PS                   | Directeur administratif Maire (1977 → 1995) puis conseiller municipal de Boissy-Saint-Léger |
| 2008    | 2015         | Joseph Rossignol             | PG puis DVG          | cadre SNCF Maire de Limeil-Brévannes (1995 → 2014) Député du Val-de-Marne (2000 → 2002) |

## Composition

### De la création du canton à 1919
Communes de : Boissy-Saint-Léger, Boussy-Saint-Antoine, Brunoy, Chennevières-sur-Marne, Crosne, Draveil, Épinay-sous-Sénart, La Queue-en-Brie, Limeil-Brévannes, Mandres, Marolles-en-Brie, Montgeron, Noiseau, Ormesson-sur-Marne, Périgny-sur-Yerres, Quincy-sous-Sénart, Santeny, Sucy-en-Brie, Valenton, Varennes-Jarcy, Vigneux, Villecresnes, Villeneuve-Saint-Georges, Villiers-sur-Marne et Yerres.

### Scission de 1919
Le canton est remanié par la loi du 22 octobre 1919 qui crée le Canton de Villeneuve-Saint-Georges. Ce dernier récupère les communes de Villeneuve-Saint-Georges, Boussy-Saint-Antoine, Brunoy, Crosne, Draveil, Épinay-sous-Sénart, Montgeron, Quincy-sous-Sénart, Valenton, Vigneux, Yerres.

### Période 1964 - 1967
Le canton de Seine-et-Oise, réduit par le décret du 28 janvier 1964, était constitué des communes de Boissy-Saint-Léger, Limeil-Brévannes, Villecresnes, Mandres, Périgny, Marolles-en-Brie, Santeny et
Sucy-en-Brie.

### Période 1967 - 1984
Le canton initial du Val-de-Marne était constitué des communes de Boissy-Saint-Léger et Sucy-en-Brie.
| Communes           | Population (2012) | Code postal | Code Insee |
| ------------------ | ----------------- | ----------- | ---------- |
| Boissy-Saint-Léger | 15 289            | 94 470      | 94 004     |
| Sucy-en-Brie       | 25 900            | 94 370      | 94 071     |

### Période 1984 - 2015
Après le redécoupage de 1984, le canton est constitué des communes de Boissy-Saint-Léger et de Limeil-Brévannes.
| Communes           | Population (2012) | Code postal | Code Insee |
| ------------------ | ----------------- | ----------- | ---------- |
| Boissy-Saint-Léger | 15 289            | 94 470      | 94 004     |
| Limeil-Brévannes   | 17 529            | 94 450      | 94 044     |

## Démographie
| 1962   | 1968   | 1975   | 1982   | 1990   | 1999   | 2009 |
| ------ | ------ | ------ | ------ | ------ | ------ | ---- |
| 12 523 | 16 584 | 25 868 | 29 299 | 31 190 | 32 818 | -    |